# Prix Ludinord
Le prix Ludinord est un prix récompensant des prototypes de jeux lors du Festival Ludinord, festival situé à Mons-en-Barœul,. Deux prix sont attribués chaque année par les visiteurs du festival, dans la catégorie Famille et la catégorie Stratégie,. Depuis 2016 un troisième prix est attribué à une nouvelle catégorie Enfant.

## Éditions
Plusieurs éditions du festival ont eu lieu et une trentaine de jeux ont été récompensés depuis la création de ce prix.

### 2012
| Jeux          | Auteurs            | Récompenses               |
| ------------- | ------------------ | ------------------------- |
| Dard Dard     | Jérôme Boullonnois | Prix Ludinord - Famille   |
| Titanium Wars | Frédéric Guérard   | Prix Ludinord - Stratégie |

### 2013
| Jeux      | Auteurs      | Récompenses               |
| --------- | ------------ | ------------------------- |
| Kuriosït  | RV Ridal     | Prix Ludinord - Famille   |
| Mutinerie | Frères Dehon | Prix Ludinord - Stratégie |

### 2014
| Jeux          | Auteurs                               | Récompenses               |
| ------------- | ------------------------------------- | ------------------------- |
| Alienrace     | Olivier Devagny                       | Prix Ludinord - Famille   |
| Essen, le jeu | Étienne Espreman et Frédéric Delporte | Prix Ludinord - Stratégie |

### 2015
| Jeux    | Auteurs          | Récompenses               |
| ------- | ---------------- | ------------------------- |
| Tsubame | Mathieu Trystram | Prix Ludinord - Famille   |
| Taverna | Karl Marcelle    | Prix Ludinord - Stratégie |

### 2016
| Jeux                       | Auteurs          | Récompenses               |
| -------------------------- | ---------------- | ------------------------- |
| Yupiks                     | Dorian Berthelot | Prix Ludinord - Enfants   |
| Les milliers "Arc-en-ciel" | Schneider Cyril  | Prix Ludinord - Famille   |
| Ynavi                      | Fneup            | Prix Ludinord - Stratégie |

### 2017
| Jeux              | Auteurs              | Récompenses               |
| ----------------- | -------------------- | ------------------------- |
| Poucet            | Charlotte Fillonneau | Prix Ludinord - Enfants   |
| Dig Out           | David Simide         | Prix Ludinord - Famille   |
| Projet Terra Nova | Pascal Louvion       | Prix Ludinord - Stratégie |

### 2018
| Jeux            | Auteurs                                | Récompenses               |
| --------------- | -------------------------------------- | ------------------------- |
| Petits Poissons | Julien Griffon                         | Prix Ludinord - Enfants   |
| Le Roublard     | Guillaume Viaud et Guillaume Duquesnoy | Prix Ludinord - Famille   |
| Magus           | Christophe Coat                        | Prix Ludinord - Stratégie |

### 2019
| Jeux              | Auteurs          | Récompenses               |
| ----------------- | ---------------- | ------------------------- |
| Fire Academy      | Nicolas Henneton | Prix Ludinord - Enfants   |
| El Chi Chu Mucho  | Jordi Rezkallah  | Prix Ludinord - Famille   |
| Le bois du Cazier | Emmanuel Leonard | Prix Ludinord - Stratégie |

### 2021 - Edition "online"
| Jeux               | Auteurs                      | Récompenses               |
| ------------------ | ---------------------------- | ------------------------- |
| Le festin de Lola  | Luc Remond                   | Prix Ludinord - Enfants   |
| Explore            | Cyril Robbe et Didier Dubois | Prix Ludinord - Famille   |
| Barbarian Kingdoms | Christophe Lebrun            | Prix Ludinord - Stratégie |
| Mad                | Jean-Paul Doeraene           | Prix Ludinord - Stratégie |

### 2022[10]
| Jeux       | Auteurs                               | Récompenses               |
| ---------- | ------------------------------------- | ------------------------- |
| Twixy      | Nicolas Henneton                      | Prix Ludinord - Enfants   |
| Ukk!       | Youri Carpentier et Guillaume Vasseur | Prix Ludinord - Famille   |
| Dice Lords | Enguerran Meurisse et Yoël Sayada     | Prix Ludinord - Stratégie |

### 2023
| Jeux          | Auteurs                            | Récompenses               |
| ------------- | ---------------------------------- | ------------------------- |
| Flying circus | Geoffroy Simon et Olivier Grégoire | Prix Ludinord - Enfants   |
| Vae Victis !  | Alex Fortineau                     | Prix Ludinord - Famille   |
| Occupation    | Rémi Desmazières                   | Prix Ludinord - Stratégie |

### 2024
| Jeux                              | Auteurs                           | Récompenses               |
| --------------------------------- | --------------------------------- | ------------------------- |
| Battle glacial                    | Rémi Bernard                      | Prix Ludinord - Enfants   |
| Case noire                        | Claude Neisse                     | Prix Ludinord - Famille   |
| Les jardins suspendus de Babylone | Corentin Nédélec et Gaspard Suran | Prix Ludinord - Stratégie |

### 2025
| Jeux              | Auteurs                                        | Récompenses               |
| ----------------- | ---------------------------------------------- | ------------------------- |
| Dreamland Factory | Vincent Buchalski                              | Prix Ludinord - Enfants   |
| Crazy Dice        | David Gréault                                  | Prix Ludinord - Famille   |
| Yurei             | Lang Teav, Olivier Casta et Nathalie Bartelius | Prix Ludinord - Stratégie |